# Megaderus stigma
Megaderus stigma är en skalbaggsart som först beskrevs av Linne 1758. Megaderus stigma ingår i släktet Megaderus och familjen långhorningar.
Artens utbredningsområde är:
- Costa Rica.
- Guyana.
- Nicaragua.
- Panama.
- Surinam.
- Uruguay.
- Venezuela.

Inga underarter finns listade i Catalogue of Life.